# Chevrolet Niva
La Chevrolet LADA Niva Travel ((ru) ЛАДА Нива Тревел) est un modèle de voiture fabriqué par la société GM-AVTOVAZ depuis le 23 septembre 2002 et vendu sous la marque Lada. Il est destiné uniquement aux marchés russe et des autres États membres de la CEI.

## Histoire
Ce modèle est, en réalité, une Lada Niva legend, 5 portes, dont on a conservé la plateforme ainsi que la mécanique (en les modernisant largement) et que l'on a transformée en SUV ((ru) ВАЗ-2131 Нива).
Considérée comme la voiture russe la plus confortable, la plus sécurisante et la plus solide, elle a connu un succès dès le début de sa commercialisation. Elle fut le SUV le plus vendu sur le marché russe en 2004 et 2005. En 2006, la Chevrolet Niva a reçu le titre de "Véhicule tout-terrain de l'année 2006" dans la catégorie des SUV compacts.
Le modèle a été modernisé en janvier 2006. Afin d'examiner la réaction du marché, une version spéciale Chevrolet Niva GLX à moteur FAM1 1.8 (d'origine Opel), avec nouvelle transmission, ABS et des coussins gonflables de sécurité (« Airbags ») a été lancée début 2006.
En décembre 2019 Avtovaz a racheté la part de GM — 50 % — dans la co-entreprise GM-Avtovaz. La Chevrolet Niva continuera d'être produite un certain temps sous la marque Lada et l'usine - proche de celle d'Avtovaz à Togliatti sera mise au standard du Groupe Renault.

## Première génération
Il dispose d'une carrosserie mise à jour et d'un moteur à essence de 1,7 litre avec injection de carburant. Bien que la carrosserie et les intérieurs soient nouveaux, ils sont toujours basés sur l'ancien moteur, la transmission et la plupart des mécaniques du VAZ 2121.
En 2003, la voiture a obtenu zéro étoile sur quatre possibles par le programme russe ARCAP d'évaluation de la sécurité.
Une version export avec coque renforcée, moteur essence Ecotec Family 1 Opel de 1,8 litre et traction intégrale Aisin est à l'étude depuis 2003. Bien que la plupart des travaux d'ingénierie soient terminés, la sortie a été constamment reportée. Bien que GM-AvtoVAZ ait envisagé de construire une nouvelle usine de moteurs pour la production locale d'Ecotecs, en juillet 2005, il a été annoncé que le projet avait été annulé, ainsi que les plans pour la Niva "export" attendu depuis longtemps. Cependant, le projet a été relancé à l'automne 2006 et le "Niva FAM1" a été introduit comme nouveau niveau de finition pour l'année modèle 2007. Le prix était beaucoup plus élevé que la version standard, ce qui a rendu le projet moins fructueux et a conduit à son arrêt en avril 2008. Une autre raison a été l'arrêt de la production de moteurs Ecotec dans l'usine hongroise.
En 2009, le modèle a subi une mise à jour mineure, avec un léger restylage, réalisé par le studio Bertone avec quelques modifications mineures. Les versions GLS et GLC sont également dotées d'une sécurité améliorée, comme l'ABS et les doubles airbags frontaux.
En 2020, il a intégré le catalogue de la marque Lada. Elle a encore bénéficié d'un second restylage et a été rebaptisée Niva Travel.

## Concept de deuxième génération
GM-AvtoVAZ a présenté un concept car pour une nouvelle génération de Chevrolet Niva au Salon international de l'automobile de Moscou fin août 2014. Le Niva Concept, conçu par Ondrej Koromház de GM (ou au siège de General Motors à Melbourne selon d'autres sources), avait un moteur monté longitudinalement, une transmission intégrale permanente, une boîte de transfert à deux vitesses et une suspension arrière rigide. Le modèle de production était censé obtenir un moteur EC8 PSA Peugeot Citroën de 1,8 litre (135 ch) associé à une boîte de vitesses manuelle à 5 vitesses, bien que des informations plus récentes suggèrent qu'il était prévu qu'il soit basé sur la plate-forme du Renault Duster. La version de production du nouveau modèle était initialement prévue en 2016, mais à la suite de l'arrêt des ventes des modèles grand public de Chevrolet en Russie, aucune information n'a été publiée sur le sujet. En septembre 2018, il a été signalé que GM a suspendu tous les travaux sur le remplacement prévu du Chevrolet Niva.